# Can Faya
Can Faya (també escrit Fayà) és una casa de Premià de Mar (Maresme), catalogada com a bé cultural d'interès local.

## Història
Data del 1865 i el seu propietari original fou l'empresari barceloní Joan Faya i Gallart, fundador en la mateixa època del Bazar de los Andaluces a la Plaça Reial i cavaller del Reial i Distingit Orde Espanyol de Carles III.

## Descripció
Es tracta d'un immoble a quatre vents orientat al sud, que consta de cinc crugies perpendiculars a la façana principal amb l'escala de tres trams i accés central. Les crugies extremes estan cobertes amb terrat pla i les centrals tenen voltes. El volum de l'escala és a la crugia central. L'ampit del terrat té sis pilastres i pinacle corbat al centre.
Totes les obertures són arcs de mig punt. A la planta hi ha tres portes i dues finestres alternades. A la planta pis hi ha una finestra central amb balcó de ferro corb, dues obertures més petites i als extrems galeries amb balustrades. Al segon pis es repeteix el mateix patró.